# Action ou Vérité (émission de télévision)
Pour les articles homonymes, voir Action ou Vérité.
Action ou Vérité était une émission de télévision française de type talk-show présentée par Alessandra Sublet et diffusée à partir du 18 mars 2016 sur TF1, à 22 h 50.

## Concept
Des personnalités du monde de la culture ou de la politique (huit à dix par émission) participent à une « table ouverte » autour de différents sujet.
Il s'agit du premier talk-show créé sur TF1 depuis neuf ans ; depuis 2016, l'agence MyClap est responsable du public de l'émission.

## Épreuves
Le jeu de la bouteille : trois invités tournent chacun une roue « Action ou Vérité ». S'ils tombent sur Vérité Hot, une question à caractère sexuel est posée ; s'ils tombent sur Vérité Tabou, une question gênante leur est posée ; s'ils tombent sur Vérité Alessandra, l'animatrice doit répondre à une vérité ; enfin, s'ils tombent sur Joker, ils peuvent garder ce dernier pour passer une action ou une vérité future.

Le Bachelourd : dans chaque cadre, deux photos de célébrités sont présentes. L'invité doit donner une rose (à la manière de Bachelor) à la personne qu'il/elle trouve le plus lourd.

Face à l'invité : l'invité doit répondre à des questions « vérité » posées par Alessandra Sublet.

La vérité sort de la bouche des enfants : des photos des invités du jour sont montrées à des enfants, qui doivent dire ce qu'ils pensent d'eux.

## Liste des émissions

### 18 mars 2016
La première émission a suscité de nombreuses critiques sur Twitter, portant notamment sur un montage jugé de mauvaise qualité et le manque d'ambiance sur le plateau.

## Audiences
| Épisode no | Diffusion         | Nb. de téléspectateurs | Parts de marché (sur les ménagères) | Classement des audiences de la soirée | Référence         |
| ---------- | ----------------- | ---------------------- | ----------------------------------- | ------------------------------------- | ----------------- |
| 1          | 18 mars 2016      | 2 191 000              | 23,6 %                              | 1er                                   | [réf. nécessaire] |
| 2          | 8 avril 2016      | 1 825 000              | 24 %                                | 1er                                   | [réf. nécessaire] |
| 3          | 10 juin 2016      | 1 338 000              | 16,5 %                              | 1er                                   | [réf. nécessaire] |
| 4          | 24 juin 2016      | 1 033 000              | 15,1 %                              | 1er                                   | [ 7 ]             |
| 5          | 9 septembre 2016  | 744 000                | 12,5 %                              | 2e                                    | [ 8 ]             |
| 6          | 23 septembre 2016 | 932 000                | 15 %                                | 2e                                    | [ 9 ]             |
| 7          | 14 octobre 2016   | 781 000                | 11,4 %                              | 2e                                    | [ 10 ]            |
| 8          | 28 octobre 2016   | 1 061 000              | 13,4 %                              | 2e                                    | [ 11 ]            |
| 9          | 18 novembre 2016  | 1 043 000              | 13 %                                | 2e                                    | [ 12 ]            |
| 10         | 24 décembre 2016  | 828 000                | 18,4 %                              |                                       | [ 13 ]            |

Les émissions des vendredi 10 et 24 juin 2016 ont subi une baisse car elles étaient exceptionnellement diffusées à 23 h 30 et non à 22 h 50.
Légende
Sur fond vert : plus hauts chiffres d'audiences
Sur fond rouge : plus bas chiffres d'audiences

## Version étrangère
Le format télévisé a été exporté en Italie, en 2025, sous le titre Obbligo o verità, diffusé sur la chaîne Rai 2 et présenté par Alessia Marcuzzi.